# Der Nister
Der Nister właściwie Pinchus (Pinie) Kahanowicz (ur. 1 listopada 1884 w Berdyczowie, zm. 4 czerwca 1950 w obozie Mineralnyi w Peczorze) –  jeden z najważniejszych pisarzy jidysz w Związku Sowieckim. Filozof, tłumacz i krytyk. Wszystkie swoje prace podpisywał pseudonimem Der Nister, w języku jidysz דער נסתּר, co oznacza „Tajemnica, Ukryta”.

## Życiorys
Urodził się w rodzinie Menahem Mendel, handlarza rybami. Otrzymał religijne wykształcenie. Jego starszy brat Aaron, który był chasydem, miał na niego duży wpływ, jego młodszy brat Motl (Max) został rzeźbiarzem i uznanym marszandem w Paryżu (Galerie Max Kaganovitch).
W młodości uczył się świeckich przedmiotów i czytał literaturę rosyjską. Wydaje się, że to jego matka była „postępowym” elementem rodziny, budząc w nim zainteresowanie ideami socjalistycznymi i syjonistycznymi. W 1905 roku brał udział w zjeździe partii Poalej Syjon. Studiował pedagogikę i rozpoczął pracę pedagogiczną w wieku 20 lat. Będzie to robił przez wiele lat, równolegle z działalnością literacką. W tym czasie, w wieku 20 lat napisał swoją pierwszą książkę Gedankn un motiwn - lider in proze, pod pseudonimem Der Nister. Została wydana w Wilnie. Jest to zbiór krótkich rozważań z przewagą filozoficzną. Der Nister, wywodzący się z hermeneutyki biblijnej, jest niewątpliwie inspirowany starożytną chasydzką legendą o Trzydziestu Sześciu Ukrytych Sprawiedliwych, na której miało opierać się istnienie świata.
W 1904 roku przeniósł się do Żytomierza, gdzie pracował jako nauczyciel hebrajskiego w sierocińcu. Prowadził tam prywatne lekcje w języku hebrajskim i kontynuował tam swoją twórczość literacką. Publikował wiersze i opowiadania, poznał tam pisarza jidysz Izaaka Lejba Pereca, którego bardzo podziwiał. Perec pomagał i zachęcał go do wydania w Warszawie w 1910 roku jego tekstu prozatorskiego Hecher fun der erd.
Eksperymenty literackie Der Nistera osiągnęły punkt zwrotny w 1913 roku, kiedy opublikował opowiadanie A mayse mit a nozir un mit a tsigele (Opowieść z pustelnikiem i kozą) w czołowym czasopiśmie jidysz w Europie Wschodniej, Di yudishe velt. Od tego czasu aż do 1929 r. ośrodkiem jego twórczości były opowieści fantastyczne. W jego życiu osobistym lata przed I wojną światową i po niej były naznaczone ciągłą tułaczką i poszukiwaniem wsparcia ekonomicznego.
W 1912 roku Kaganowicz ożenił się z Rochlą Silberberg, młodą nauczycielką z Żytomierza, która w 1914 roku urodziła im córkę Hodel. Kaganowicz znalazł pracę w Kijowie, co wydobyło go z ukrycia i skłoniło do oficjalnego osiedlenia się w tym mieście. Od 1912 do 1920 opublikował cały szereg różnorodnych utworów (wiersze, opowiadania, opowiadania dla dzieci), w których stopniowo wypracował bardzo osobisty styl narracyjny, silnie nasycony symbolizmem, który z biegiem lat stawał się coraz bardziej wyrafinowany i złożony. Po 1918 r. zaczął też pisać utwory dla dzieci (Majselech in ferzn) oraz przetłumaczył niektóre baśnie Hansa Christiana Andersena.
W 1920 r. przez krótki czas pracował jako nauczyciel w żydowskim sierocińcu w Małachówce pod Moskwą, uczył tam żydowskie sieroty, których rodzice zginęli w czasie carskich pogromów 1904–1906. Małakowka była wówczas swoistym laboratorium nowych koncepcji wychowawczych; były też eksperymenty w dziedzinie literatury, poezji lirycznej i malarstwa. Tam poznał innych żydowskich artystów i intelektualistów, między innymi Dowida Hofsztejna, Lejba Kwitko i Marka Chagalla. Ten ostatni ilustrował  tomik poezji dziecięcej Meiselech in fersn, wydany w latach 1918–19. Prawdopodobnie w 1921 roku  wyjechał z rodziną do Kowna, jednak z powodu braku pracy zdecydował się na wyjazd do Berlina. W latach 1921–1928 przebywał w Berlinie. Od 1922 do 1924 pracował w redakcji pisma literackiego „Milgroim” i przy innych pismach. Został wraz ze swoim przyjacielem Dowidem Bergelsonem jednym z dwóch redaktorów. Wydał też dwutomowy zbiór swoich opowiadań symbolistycznych pod tytułem Gedacht („Myśli”). Dzieło spotyka się z pierwszym umiarkowanym sukcesem literackim. Kiedy w 1924 roku zaprzestano wydawania czasopisma Milgroim, wyjechał z rodziną do Hamburga, gdzie przez dwa lata był zatrudniony w Sowieckiej Misji Handlowej. W 1926 roku powrócił do Związku Sowieckiego i zamieszkał w Charkowie. Pod koniec lat 20. XX w. jego twórczość zaczęła być poddawana krytyce i cenzurze. Der Nister porzucił wówczas twórczość literacką i zarabiał na życie jako dziennikarz i tłumacz. Tuż przed wybuchem II wojny światowej wrócił do pisania i powstał wówczas jego najważniejszy utwór Di miszpoche Maszber. W Związku Sowieckim opublikowano tylko pierwszy tom, drugi ukazał się dopiero w 1948 roku w Nowym Jorku, a trzeci zaginął. Po inwazji III Rzeszy na Związek Sowiecki Der Nister ewakuował się do Taszkientu. Wrócił do Moskwy w 1942 roku i zaangażował się w działalność Żydowskiego Komitetu Antyfaszystowskiego. W 1948 roku nastąpiła zmiana polityki wobec żydowskich twórców niegdyś zaangażowanych w działalność antyfaszystowską. W lutym 1948 roku zginął, najprawdopodobniej z pomocą KGB, Salomon Micholes (przewodniczący Komitetu Antyfaszystowskiego). Na początku 1949 roku aresztowano kolejnych artystów, m.in. Pereca Markisza, Dowida Hofsztejna czy Icyka Fefera. Der Nister również trafił do więzienia. Zmarł prawdopodobnie w przywięziennym szpitalu w 1950 roku.

## Twórczość
- Gedankn un motivn-lider in proza , Wilno, 1907
- Hecher fun der Erd („Höher von der Erde”), Warszawa 1910
- Gesang un gebet , Kijów, 1912 (Śpiewnik)
- Tłumaczenie wyboru bajek Andersena, 1918
- Meiselech in fersn (Opowieści wierszowane), 1918/19 (z ilustracjami Marca Chagalla; inne wydania: Kijów, Warszawa, Berlin)
- Gedacht , Berlin, 1922/23 (zbiór opowiadań fantastycznych i wizjonerskich)
- Fun meine gite , Kijów 1929 (narracja w tonie pesymistycznym)
- Hoiptstet , Moskwa, 1934
- Sechs meiselech , 1939
- Di mischpoche Maschber , Kijów, 1939 (tom 1), Nowy Jork, 1948 (tom 2)
- Khurbones , Moskwa, 1943
- Dertseylung un eseyen , Nowy Jork 1957 (pośmiertnie)
- Widerwuks , Moskwa 1969 (pośmiertnie)